# 342372 Titia
342372 Titia è un asteroide della fascia principale. Scoperto nel 2008, presenta un'orbita caratterizzata da un semiasse maggiore pari a 2,5207185 au e da un'eccentricità di 0,2186970, inclinata di 6,39708° rispetto all'eclittica.
L'asteroide è dedicato a Patricia Colombin, detta Titia, compagna di vita dello scopritore.